# H.Stern
H.Stern es una marca de joyería de lujo. La empresa fue fundada en Brasil en 1945 por el inmigrante judío alemán Hans Stern, cuyo hijo, Roberto Stern, actualmente dirige la empresa. 
H.Stern se especializó inicialmente en piedras preciosas antes de pasar al diseño de joyas enfocadas. La empresa familiar no da a conocer sus ventas, pero tiene más de 150 tiendas, ubicadas en América Latina, Estados Unidos, Europa y Asia.
La empresa tiene su sede en Río de Janeiro, Brasil, donde controla la producción artesanal de todas sus joyas. La primera tienda H.Stern abrió en los muelles de Río de Janeiro en 1949, el punto de llegada de pasajeros internacionales en cruceros.
En la década de 1990, bajo la dirección del hijo mayor de Hans, Roberto Stern, actual presidente y director creativo de la empresa, H.Stern pasó por un extenso proceso de reestructuración. En el área de desarrollo de productos, la empresa comenzó a observar e interpretar las tendencias de comportamiento, estilo y moda, y lanzó colecciones inspiradas en varias celebridades como el músico Carlinhos Brown (1999), la artista Anna Bella Geiger (2000), la estilista e ícono cultural Diane von Fürstenberg (2004), el arquitecto Oscar Niemeyer y la compañía de danza Grupo Corpo del estado de Minas en Brasil (2009).